# Циклаурі Андрій Васильович
Андрій Васильович Циклаурі (1883, село Толлат-Сопелі, тепер Тіанетський муніципалітет, Грузія — 10 травня 1958, місто Тбілісі, тепер Грузія) — грузинський радянський діяч, машиніст-інструктор депо Тбілісі Закавказької залізниці, Герой Соціалістичної Праці (5.11.1943). Делегат VIII надзвичайного з'їзду Рад СРСР. Депутат Верховної ради СРСР 1-го скликання.

## Життєпис
Народився в селянській родині в 1883 (за іншими даними в 1882) році. У дитинстві з батьками переїхав до міста Баку.
З сімнадцятирічного віку працював учнем слюсаря паровозного депо Баку. Три з половиною роки навчався слюсарній справі, в 1904 році став помічником машиніста. Брав участь у революційному русі. У 1905 році, під час страйку бакинських робітників, пустив під укіс потяг з російськими солдатами і жандармами. Був заарештований, чотири місяці провів у в'язниці. Після звільнення довго був без роботи, потім знову працював помічником машиніста, а з 1914 року — машиністом у Баку.
У 1918 році разом із родиною переїхав до Тифлісу, де працював машиністом Тифліського (Тбіліського) депо Закавказької залізниці.
У 1933 році його паровоз Б-126 посів перше місце на конкурсі, а Андрій Циклаурі був визнаний найкращим машиністом Закавказзя. До 1934 паровоз Циклаурі мав пробіг 20 000 км без ремонту. Активно підтримав почин Петра Кривоноса, брав активну участь у зльотах «кривоносівців», про його досвід писали газети.
З 1938 року — машиніст-інструктор депо Тбілісі Закавказької залізниці. Указом Президії Верховної Ради СРСР від 5 листопада 1943 року «за особливі заслуги у справі забезпечення перевезень для фронту і народного господарства та видатні досягнення у відновленні залізничного господарства у важких умовах воєнного часу» Циклаурі Андрію Васильовичу присвоєно звання Героя Соціалістичної Праці з врученням медалі «Серп та Молот». Після 1945 року ще деякий час продовжував працювати у Тбіліському депо.
Потім вийшов на пенсію. Помер 10 травня 1958 року в Тбілісі.
У травні 1969 року на вулиці Циклаурі у Тбілісі було встановлено меморіальну дошку.

## Нагороди
- Герой Соціалістичної Праці (5.11.1943)
- три ордени Леніна (4.04.1936, 5.11.1943, 1951)
- орден Трудового Червоного Прапора (1947)
- орден «Знак Пошани» (23.11.1939)
- два знаки «Почесний залізничник»